# 上岡弘二
上岡 弘二（かみおか こうじ、1938年11月 - 2024年1月7日）は、日本の言語学者。東京外国語大学名誉教授、東京外国語大学アジア・アフリカ言語文化研究所元所長。

## 経歴
1938年、京都府で生まれた。京都大学文学部梵語学・梵文学科で学び、1961年に卒業。同大学大学院文学研究科（梵語学・梵文学専攻）に進学し、1963年に修士課程を修了。
1969年、京都産業大学教養部講師に就いた。1972年8月、東京外国語大学アジア・アフリカ言語文化研究所講師に転じ、1977年に助教授、1987年2月に教授昇格。1991年から1994年には同研究所所長を務めた。2004年に東京外国語大学を定年退官し、名誉教授となった。2024年、すい臓がんのため死去。

## 研究内容・業績
専門はイランの言語およびゾロアスター教研究。

## 著作
著書
- 『ペルシア語の文字と発音』東京外国語大学アジア・アフリカ言語文化研究所 1976
- 『イスラム世界の人びと』1 共著東洋経済新報社 1984
- The writing and sound system of Persian: exercises in writing & reading(ペルシア語テキスト) 1988
- 『イラン』(暮らしがわかるアジア読本) 編、河出書房新社 1999

共編著
- 『インド洋西海域における地域間交流の構造と機能』家島彦一と共著 東京外国語大学アジア・アフリカ言語文化研究所 1987
- 『人々のイスラーム：その学際的研究』片倉もとこ編 日本放送出版協会 1987
- 『イラン・ザグロス山脈越えのキャラバン・ルート』家島彦一と共著 東京外国語大学アジア・アフリカ言語文化研究所 1988
- 『ギーラーンの定期市：1986年度予備調査報告』羽田亨一・家島彦一と共著 東京外国語大学アジア・アフリカ言語文化研究所 1988
- 『権威と権力』(シリーズ世界史への問い 7) 柴田三千雄ほか編  岩波書店 1990
- 『テヘラン州の聖所』清水直美と共著 東京外国語大学アジア・アフリカ言語文化研究所 2009
- 『ゴム州の聖所』清水直美と共著 東京外国語大学アジア・アフリカ言語文化研究所 2011
- 『ギーラーン州の聖所』清水直美・吉枝聡子共著 東京外国語大学アジア・アフリカ言語文化研究所 2014

資料関係
- 上岡弘二撮影イラン写真集 (人文系データベース協議会)